# Rubis (lớp tàu ngầm)
Tàu ngầm lớp Rubis là một lớp tàu ngầm thế hệ đầu tiên loại tàu ngầm tấn công hạt nhân của Hải quân Pháp. Đây là những tàu ngầm hạt nhân tấn công nhỏ gọn nhất cho đến nay.

## Lịch sử
Mặc dù lớp Rubis áp đảo các lớp thế hệ tương tự như các Tàu ngầm lớp Redoutable, do sự nhấn mạnh của Tổng thống Charles De Gaulle cần có được một loạt vũ khí hạt nhân cho Pháp, chương trình RUBIS được bắt đầu chỉ trong năm 1974. Sau khi chương trình tàu ngầm mang tên lửa đạn đạo bắt đầu. Các thân tàu đầu tiên lớp Rubis được thiết kế trong tháng 12 năm 1976 và hạ thủy vào năm 1979.
Trong năm 1987, Sách trắng Quốc phòng Canada về đề nghị mua 10-12 Rubis hoặc tàu ngầm lớp Trafalgar và chuyển giao công nghệ. Mục đích để xây dựng một lực lượng hải quân ba đại dương và để khẳng định chủ quyền của Canada trên vùng biển Bắc Cực. Nhưng tháng 4 năm 1989, việc mua những chiếc tàu ngầm bị hủy bỏ.

## Kế hoạch
Tàu ngầm lớp Rubis có một hệ thống máy tính trung tâm để phát hiện tàu ngầm, xử lý thông tin, và bắn vũ khí. Thân tàu được làm bằng 80 HLES thép đàn hồi cao. Mái vòm sonar và tháp Conning được làm bằng vật liệu composite. Các tàu ngầm có hai đội, "xanh" và "đỏ", những người làm việc trong tàu thay đổi 3 tháng 1 lần.
Tàu ngầm lớp Rubis sẽ được thay thế bởi các Tàu ngầm lớp Barracuda thế hệ 2.

## Tai nạn
S601 RUBIS: ngày 20 tháng 8 năm 1993 - Va chạm với tàu chở dầu Lyria
S604 Emeraude: ngày 30 tháng 3 năm 1994 - khí hơi bị rò rỉ, thương vong 10 người.